# L'Amour nécessaire
Pour plus de détails, voir Fiche technique et Distribution.
L'Amour nécessaire (L'amore necessario) est un film italien réalisé par Fabio Carpi, sorti en 1991.

## Synopsis
Au XIXe siècle, un couple âgé décide de manipuler un jeune couple pour s'amuser.

## Fiche technique
- Titre : L'Amour nécessaire
- Titre original : L'amore necessario
- Réalisation : Fabio Carpi
- Scénario : Fabio Carpi et Guillaume Chpaltine
- Photographie : Fabio Cianchetti
- Montage : Alfredo Muschietti
- Production : André Djaoui, Mario Orfini et Giovanna Romagnoli
- Société de production : Cinémax, Eidoscope International et Canal+
- Société de distribution : Artédis (France)
- Pays :  Italie et  France
- Genre : comédie dramatique
- Durée : 90 minutes
- Dates de sortie : 
  - Italie : 30 août 1991
  - France : 27 novembre 1991

## Distribution
- Marie-Christine Barrault : Valentina
- Ben Kingsley : Ernesto
- Ann-Gisel Glass : Diana
- Malcolm Conrath : Giacomo
- Silvia Mocci : Maddalena
- Geoffrey Bayldon : Bernardo
- Iris Marga : Pupella
- Maria Laborit : Macha
- Marie-Laurence : Sofia
- Lidija Kozlovic : Elsa
- Pedro Castro Neves : Nelson
- Raphael Hime : Paulo
- Francesco Carnelutti : le médecin
- Robert Sommer : Karl
- Mirella Bruni Del Bono : Frieda
- Giovanni Guidelli : Giovanni
- Néstor Garay : l'avocat
- Fabienne Mai : Amalia
- Martine de Breteuil : Amelia

## Distinctions
Le film a été présenté en sélection officielle en compétition lors de Mostra de Venise 1991.